# 2024年全国性选举日历
2024年全国性选举日历列出了2024年计划进行全国性选举的国家和地区。

## 1月
- 1月7日：孟加拉国，议会[1]
- 1月9日：不丹，国民议会（第二轮）[2]
- 1月11日：荷屬聖馬丁，议会[3]
- 1月13日：中華民國（臺灣），總統和立法院[4]
- 1月14日：科摩罗，总统[5]
- 1月21日：列支敦斯登，公投[6][7]
- 1月26日，圖瓦盧，议会[8]
- 1月28日，芬兰，总统（第一轮）[9]

## 2月
- 2月4日，萨尔瓦多，总统和议会[10]
- 2月7日，阿塞拜疆，总统[11]
- 2月8日，巴基斯坦，国民议会[12]
- 2月11日，芬兰，总统（第二轮）[13]
- 2月14日，印度尼西亚，总统和议会[14]
- 2月25日：
  - 白俄罗斯，议会[15]
  - 列支敦士登，公投[16]

## 3月
- 3月1日：伊朗，议会（第一轮）和专家议会[17]
- 3月3日：瑞士，公投[18]
- 3月8日：爱尔兰，宪法公投[19]
- 3月10日：葡萄牙，议会[20]
- 3月15日-17日，俄罗斯，总统[21]
- 3月23日，斯洛伐克，总统（第一轮）[22]
- 3月24日，塞内加尔，总统[23]

## 4月
- 4月4日，科威特，议会[24]
- 4月6日，斯洛伐克，总统（第二轮）[25]
- 4月10日，大韩民国，议会[26]
- 4月17日
  - 所罗门群岛，议会[27]
  - 克罗地亚，议会[28]
- 4月19日，印度，人民院（第一阶段）[29]
- 4月21日
  - 厄瓜多尔，宪法公投[30]
  - 马尔代夫，议会[31]
- 4月24日，北马其顿，总统[32]
- 4月26日，印度，人民院（第二阶段）[29]
- 4月29日，多哥，议会[33]

## 5月
- 5月5日：巴拿马，总统和议会[34]
- 5月6日，乍得，总统[35]
- 5月7日，印度，人民院（第三阶段）[29]
- 5月8日，北马其顿，议会[32]
- 5月10日，伊朗，议会（第二轮）
- 5月12日：立陶宛，总统和宪法公投[36][37]
- 5月13日，印度，人民院（第四阶段）[29]
- 5月19日：多米尼加，总统和议会[38]
- 5月20日，印度，人民院（第五阶段）[29]
- 5月25日，印度，人民院（第六阶段）[29]
- 5月26日，立陶宛，总统（第二轮）
- 5月29日
  - 马达加斯加，議會[39]
  - 南非，国民议会[40]
  - 瓦努阿图，宪法公投[41]

## 6月
- 6月1日：
  - 冰岛，总统[42]
  - 印度，人民院（第七阶段）[29]
- 6月2日：墨西哥，总统和议会[43]
- 6月6日-9日，欧洲联盟，欧洲议会[44]
- 6月9日：
  - 比利时，议会[45]
  - 保加利亚，议会[46]
  - 圣马力诺，议会[47]
  - 斯洛文尼亚，公投[48]
  - 南奥塞梯，议会
  - 瑞士，公投[18]
- 6月28日
  - 蒙古国，议会[49]
  - 伊朗，总统
- 6月29日，毛里塔尼亚，总统[50]
- 6月30日，法国，国民议会（第一轮）[51]

## 7月
- 7月4日，英国，下议院[52]
- 7月5日，伊朗，总统（第二轮）[53]
- 7月7日，法国，国民议会（第二轮）
- 7月15日
  - 卢旺达，总统和议会[54]
  - 叙利亚，议会[55]
- 7月28日，委內瑞拉，总统[56]

## 8月
- 8月14日，基里巴斯，议会（第一轮）[57]
- 8月19日：
  - 基里巴斯，议会（第二轮）
  - 荷属圣马丁，议会
- 8月31日，纽埃，公投[58]

## 9月
- 9月1日，阿塞拜疆，议会[59]
- 9月7日，阿尔及利亚，总统[60]
- 9月10日，约旦，众议院[61]
- 9月20日-21日，捷克，参议院（第一轮）
- 9月21日，斯里兰卡，总统[62]
- 9月22日
  - 瑞士，公投[63]
  - 列支敦士登，公投[64]
- 9月27日-28日，捷克，参议院（第二轮）
- 9月29日，奥地利，国民议会

## 10月
- 10月6日
  - 哈萨克斯坦，公投[65]
  - 突尼斯，总统[66]
- 10月9日：莫桑比克，总统和议会[67]
- 10月13日，立陶宛，议会（第一轮）[68]
- 10月20日，摩尔多瓦，总统、修宪公投[69]
- 10月24日，蒙特塞拉特，立法机关[70]
- 10月25日，基里巴斯，总统[71]
- 10月26日，格鲁吉亚，议会[72]
- 10月27日
  - 日本，众议院[73]
  - 乌拉圭，总统和议会[74]
  - 保加利亚，议会[75]
  - 列支敦士登，公投[76]
  - 立陶宛，议会（第二轮）[77]
  - 乌兹别克斯坦，立法院[78]
- 10月30日，博茨瓦纳，议会[79]

## 11月
- 11月3日，摩尔多瓦，总统（第二轮）[80]
- 11月5日
  - 美国，总统，参议院，众议院[81]
  - 美属萨摩亚，州长，众议院[82]
  - 美属维尔京群岛，立法机关[83]
  - 关岛，立法机关[84]
  - 北马里亚纳群岛，参议院、众议院[85]
  - 波多黎各，行政首脑、参议院、众议院、公投
  - 帕劳，总统、参议院和众议院[86]
  - 卡塔尔，宪法公投[87]
- 11月10日，毛里求斯，议会[88]
- 11月13日，索马里兰，总统[89]
- 11月14日，斯里兰卡，议会[90]
- 11月16日，加蓬，宪法公投
- 11月17日，塞内加尔，议会[91]
- 11月24日
  - 瑞士，公投[92]
  - 几内亚比绍，议会[93]
  - 罗马尼亚，总统[94]
  - 乌拉圭，总统（第二轮）[95]
- 11月27日，纳米比亚总统和国民议会[96]
- 11月30日，冰岛，议会[97]

## 12月
- 12月7日：加纳，总统和议会
- 12月8日，罗马尼亚，议会[98]
- 12月22日，南苏丹，总统和议会[99]

## 日期未定
- 克罗地亚，总统和议会

## 间接选举
- 1月2日，馬紹爾群島，总统[100]
- 1月25日，尼泊尔，参议院[101]
- 2月25日，柬埔寨，参议院[102]
- 2月26日，匈牙利，总统[103]
- 3月9日，巴基斯坦，总统[104]
- 3月27日，马耳他，总统[105]
- 3月28-29日，突尼斯，全国和地区委员会[106]
- 4月2日，巴基斯坦，参议院[107]
- 4月4日，白俄罗斯，共和国院[108]
- 4月29日，刚果民主共和国，参议院[109][110]
- 5月22日，越南，国家主席
- 6月9日，比利时，参议院[111]
- 6月13日-14日，南非，国民议会省级代表团
- 6月14日，南非，总统
- 10月13日，澳门，行政长官[112]